# 義屬索馬利蘭
義屬索馬利蘭（義大利語：Somalia italiana）是義大利王國在非洲之角的一塊殖民地。
第二次世界大戰期間義大利曾經入侵英屬索馬利蘭和阿比西尼亞，將其與義屬索馬里和同為義大利殖民地的厄利垂亞合并為義屬東非。第二次世界大戰結束後，原義屬索馬里被聯合國決定暫交義大利托管。
1960年7月1日，義屬索馬利蘭託管領土獨立，並且和英屬索馬利蘭合併為索馬利亞。